# 北原駅

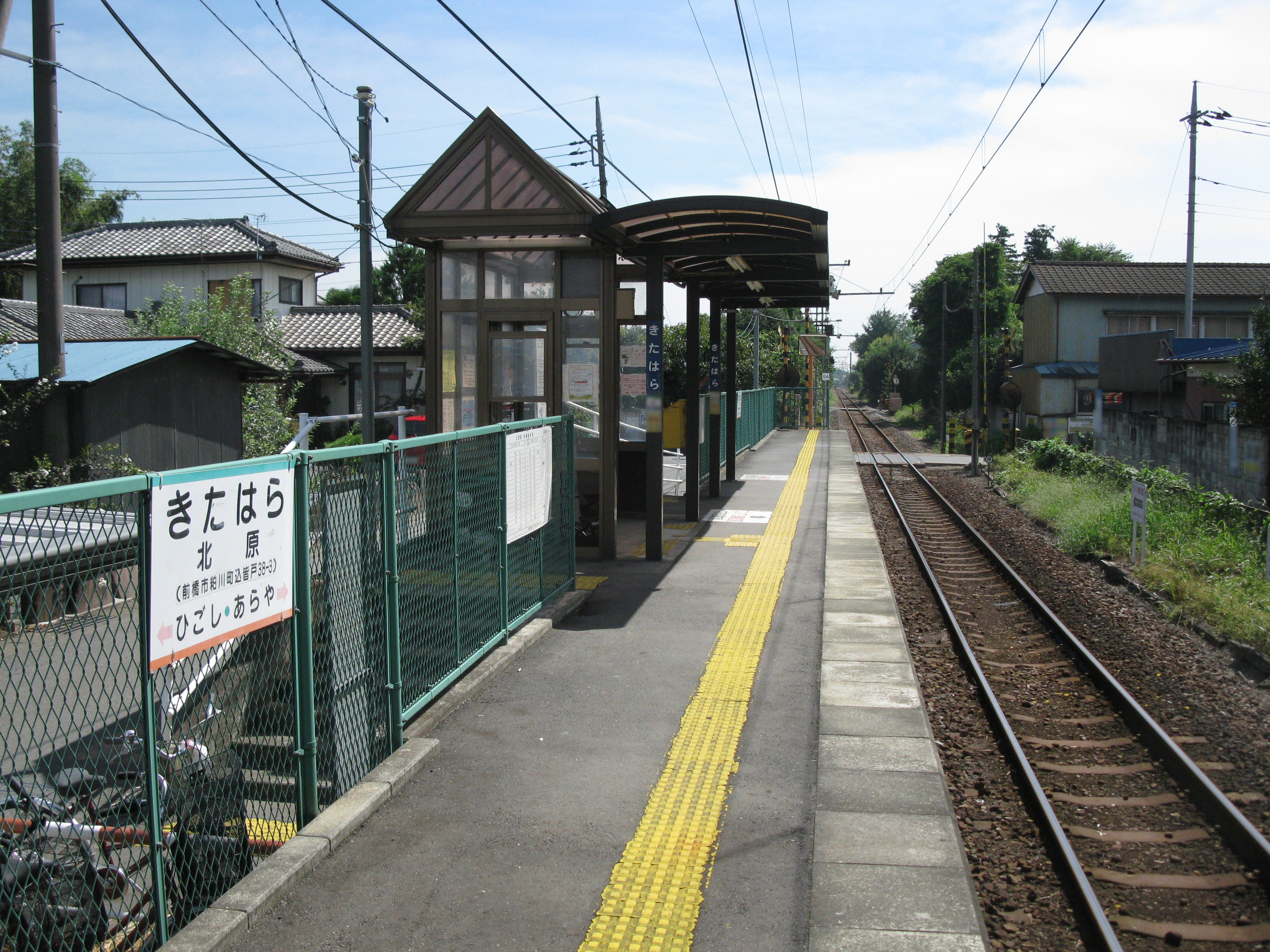
ホーム（2010年9月）

北原駅（きたはらえき）は、群馬県前橋市粕川町込皆戸にある上毛電気鉄道上毛線の駅である。

## 歴史
- 1939年（昭和14年）7月11日 - 開業。

## 駅構造
単式ホーム1面1線を有する地上駅。無人駅である。

## 利用状況
1日の平均乗降人員は以下の通りである。
| 1日乗降人員推移 | 1日乗降人員推移 |
| 年度            | 1日平均人数     |
| --------------- | --------------- |
| 2011年          | 248             |
| 2012年          | 281             |
| 2013年          | 271             |
| 2014年          | 279             |
| 2015年          | 258             |
| 2016年          | 252             |
| 2017年          | 244             |
| 2018年          | 270             |

## 駅周辺
駅付近は農村地帯の集落で農家が多い。駅北側に無料駐車場あり。周辺に老人ホームや診療所が立地する。
- 養護盲老人ホーム明光園
- 入田沼
- 粕川西部運動公園
- 群馬県道3号前橋大間々桐生線 - 駅から約550メートル。

## その他
当駅付近を経由するバス路線の設定があったが、2010年（平成22年）3月26日限りで廃止された。

## 隣の駅
上毛電気鉄道
■上毛線
樋越駅 - 北原駅 - 新屋駅